# Кевін Лазанья
Кевін Лазанья (італ. Kevin Lasagna, нар. 10 серпня 1992, Сан-Бенедетто-По) — італійський футболіст, нападник «Верони». На правах оренди грає за турецький «Фатіх Карагюмрюк». Виступав у складі  національної збірної Італії

## Клубна кар'єра
Народився 10 серпня 1992 року в місті Сан-Бенедетто-По. Вихованець юнацьких команд футбольних клубів «Самбенедеттіна», «К'єво» та «Суццара».
У дорослому футболі дебютував 2011 року виступами за команду «Говернолезе» із шостого за силою італійського дивізіону. Згодом провів по сезону в командах Серії D «Череа» і «Есте».
В останній команді молодий нападник відзначився 21 голом у 33 іграх, чим привернув увагу керівництва друголігового «Карпі». У першому ж сезоні у цій команді допоміг їй підвищитися в класі, тож вже в сезоні 2015/16 дебютував в елітній Серії A.
14 січня 2017 року було досягнуто домовленості про перехід нападника до «Удінезе». Угодою передбачалося, що сезон 2016/17 Лазанья дограє в «Карпі», тож за нову команду він дебютував вже в сезоні 2017/18, швидко ставши гравцем основного складу. Коли влітку 2019 року Валон Беграмі залишив команду з Удіне, Лазанья був обраний її новим капітаном.
На початку 2021 року був орендований «Верону» з умовою обов'язкового викупу при досягненні певних результатів. Згодом його контракт було викуплено, і він відіграв загалом за веронців два з половиною роки, демонструючи вкрай невисоку результативність.
Влітку 2023 року разом із партнером по команді Федеріко Чеккеріні перейшов на правах оренди до турецького клубу «Фатіх Карагюмрюк».

## Виступи за збірну
Восени 2018 року дебютував в офіційних матчах у складі національної збірної Італії. Протягом трьох років сім разів виходив на поле у її формі.
| Дата       | Місто     | Господарі            | Результат | Гості      | Турнір                               | Голи | Примітки |
| ---------- | --------- | -------------------- | --------- | ---------- | ------------------------------------ | ---- | -------- |
| 14-10-2018 | Хожув     | Польща               | 0 – 1     | Італія     | Ліга націй УЄФА 2018-2019 - 1-й етап | -    | 81'      |
| 17-11-2018 | Мілан     | Італія               | 0 – 0     | Португалія | Ліга націй УЄФА 2018-2019 - 1-й етап | -    | 74'      |
| 20-11-2018 | Генк      | Італія               | 1 – 0     | США        | товариський матч                     | -    | 86'      |
| 5-9-2019   | Єреван    | Вірменія             | 1 – 3     | Італія     | Відбір до ЧЄ 2020                    | -    | 83'      |
| 7-10-2020  | Флоренція | Італія               | 6 – 0     | Молдова    | товариський матч                     | -    | 75'      |
| 11-11-2020 | Флоренція | Італія               | 4 – 0     | Естонія    | товариський матч                     | -    | 71'      |
| 18-11-2020 | Сараєво   | Боснія і Герцеговина | 0 – 2     | Італія     | Ліга націй УЄФА 2020-2021 - 1-й етап | -    | 82'      |
| Усього     |           | Матчів               | 7         |            | Голів                                | 0    |          |